# Atractodes labefactor
Atractodes labefactor är en stekelart som beskrevs av Forster 1876. Atractodes labefactor ingår i släktet Atractodes och familjen brokparasitsteklar. Inga underarter finns listade.